# Waddinxveense hefbrug
Waddinxveense hefbrug – stalowy, drogowy most podnoszony nad rzeką Gouwe w Waddinxveen, w Holandii. Został wybudowany w latach 1935–1936 i uroczyście otwarty 8 lipca 1936 roku, a wykonawcą była firma N.V. De Vries Robbé & Co. z Gorinchem. Długość mostu wynosi 25 m, a przęsło może być podnoszone 35 m ponad lustro wody. 15 grudnia 1999 roku most został wpisany do rejestru holenderskich zabytków (nr 512003). Podobne mosty znajdują się również w pobliskich miejscowościach Boskoop i Alphen aan den Rijn (Boskoopse hefbrug i Gouwesluisbrug).
9 czerwca 2011 roku podniesione przęsło mostu nagle opadło w dół tuż po tym, jak przepłynął pod nim statek. W wypadku nikt nie ucierpiał, zdarzenie wywołało jedynie utrudnienia w ruchu.